# Tell me why (Neil Young)
Tell me why is een lied dat werd geschreven door Neil Young. Hij zong het in 1969 tijdens live-optredens in Crosby, Stills, Nash & Young en bracht het in 1970 uit als openingsnummer van zijn soloalbum After the gold rush.

## Tekst en muziek
Het is een melodieus nummer met een helder geluid dat is in te delen in de folkrock/countryrock. Hij speelt het met een achtergrondkoor op een akoestische gitaar. Het goed past in de tijd waarin hij het voor het eerst speelde, namelijk tijdens zijn samenwerking met Crosby, Stills & Nash (CSN). Volgens het magazine PopMatters toont het nummer goed aan wat het verschil is tussen CSN en CSNY.
In de songtekst ligt het accent op Youngs zelfonderzoek, zoals dat vaker het geval was bij zijn teksten uit die tijd. In het refrein zingt hij: Tell me, why is it hard to make arrangements with yourself when you're old enough to repay, but young enough to sell. Volgens een recensie van AllMusic zet de tekst een gevoel neer die niet te ontkennen is.

## Uitvoeringen en covers
Young speelde het in 1969 tijdens live-optredens in Crosby, Stills, Nash & Young en ondertussen verscheen het op meerdere bootlegs. Het jaar erop verscheen het als openingsnummer van zijn soloalbum After the gold rush. Langere tijd later kwam het ook weer terug toen hij zijn archieven opende, met een uitvoering op Live at Massey Hall 1971 (2007) en twee op The archives vol. 1 1963-1972 (2009).
Daarnaast verschenen een aantal covers van het nummer. De Amerikaanse countryband LUFF bracht het nummer in 2007 uit op de B-kant van een single. Ook de A-kant was een cover van Neil Young, namelijk Heart of gold. In 2010 verscheen een versie van Norah Jones in de muziekvideo A MusiCares tribute to Neil Young.
Verder kwam het nummer op verschillende muziekalbums te staan. Voorbeelden hiervan zijn een versie in het Italiaans als Che farei van de beatband I Dik Dik (Storie e confessioni, 1973) en in het Fins als Kerro vaan! van de singer-songwriter Hector (Kadonneet lapset, 1978). Rechtstreekse Engelstalige covers zijn van bijvoorbeeld Matthews Southern Comfort (Later the same year, 1970), Hemingway Corner (Borrowed tunes, 1994), The Hitchin' Post (This not's for you too, 1999), Hayden (Live at Convocation Hall, 2002) en Minnie Driver (Ask me to dance, 2014).